# Kościółki (Tatry Bielskie)

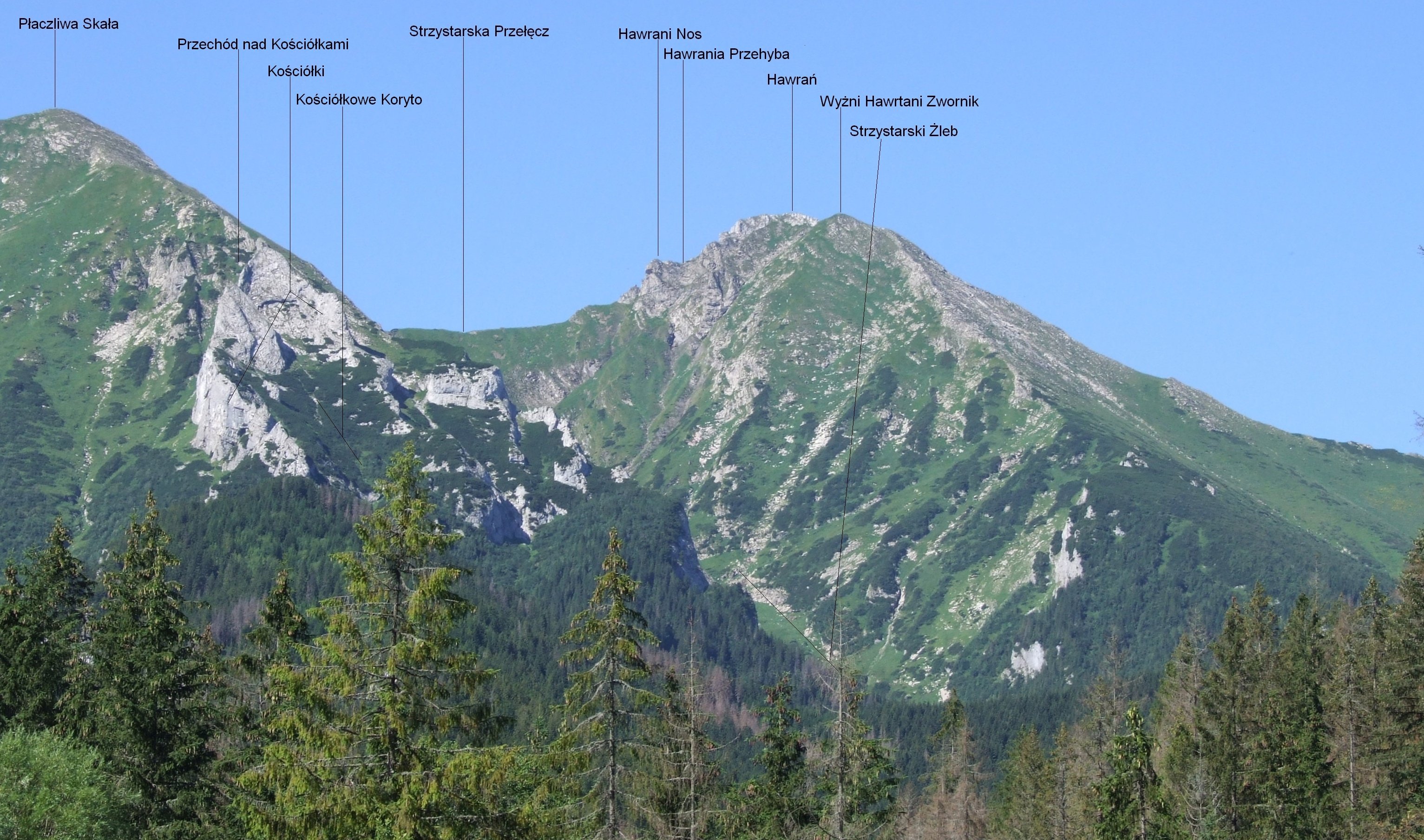
Widoka na Hawrań i Kościółki z Doliny Mąkowej

Kościółki (słow. Kostoliky) – grupa turni i skał na północnych stokach Płaczliwej Skały (2142 m) w słowackich Tatrach Bielskich. Znajdują się pomiędzy Strzystarskim Żlebem na zachodzie i Żlebiną na wschodzie. Tworzą 2 granie i jedną  grzędę:
- wschodnia grań, od strony Żlebiny,
- zachodnia grań, od strony Strzystarskiego Żlebu,
- środkowa grzęda tworząca ograniczenie orograficznie prawej gałęzi żlebu opadającego do Strzystarskiego Żlebu. Dwa ramiona tego żlebu poniżej środkowej grzędy łączą się w Kościółkowe Koryto[2].

Środkowa część Kościółków, pomiędzy wschodnią i zachodnią grzędą jest dość płytko wcięta i można z niej względnie łatwo wyjść na poszczególne turnie. W niektórych miejscach poważną przeszkodą są zwarte łany kosodrzewiny. Natomiast na zachód i wschód obydwie skrajne grzędy opadają wysokimi pionowymi ścianami. Szczególnie imponująca jest ściana zachodnia, tworząca skalny mur o długości 700 m i na całej swej długości mający jednakową wysokość około 150 m. Walery Eljasz-Radzikowski w Pamiętnik Towarzystwa Tatrzańskiego w 1893/94 pisał o nim: turnie tak strome, że można je zaliczyć do najwięcej przepaścistych w ogóle w Tatrach. U podnóża muru jest wiele nyż, w których kryją się kozice przy niesprzyjającej pogodzie. W dolnej części muru jest wysunięta nieco na zachód turnia, od pozostałej części muru oddzielona systemem zachodów i ścianek. W górnej części muru, nieco powyżej wylotu Kościółkowego Koryta jest przecinająca ścianę formacja skalna, której Władysław Cywiński nadał nazwę Piękne Zacięcie. Pisze o nim: jest to mierząca ok. 130 m wysokości formacja o wyjątkowej urodzie i prostocie.
Tak wybitna ściana wzbudziła zainteresowanie taterników. Jak dotąd udało im się pokonać ją tylko w jednym najsłabszym miejscu – w Pięknym Zacięciu. Pierwsze przejście: Jan Muskat, Jacek Jania i Maciej Głuszkowski 5 listopada 1966 r. Ocenili przejście na VII w skali tatrzańskiej. Władysław Cywiński 9 czerwca 1996 r. zszedł z Przechodu nad Kościółkami zachodnią grzędą z ominięciem najwyższej turni Kościółków (II). On też prawdopodobnie jako pierwszy 21 września 1891 r. wszedł na liczne ich turnie. Wschodnią  grzędą Kościółków jako pierwsi przeszli Martin Pršo i Vladimir Tatarka 10 sierpnia 1987 r. Dalszej wspinaczki w Tatrach Bielskich zabraniają przepisy Tatrzańskiego Parku Narodowego (jest to obszar ochrony ścisłej).
Górna część wschodniej grani Kościółków to szereg eksponowanych na obie strony koni skalnych. Dla najwyższego punktu Kościółków na mapach dotychczas podawano kotę 1940 m. W. Cywiński jednak podaje 1830 m z komentarzem, że brak dokładności w jej określeniu wynika z braku precyzji w określeniu granic masywu, oraz trudnej dostępności do najwyższego punktu Kościółków. 